# Jake LaMotta
Giacobbe «Jake» La Motta, más conocido como Jake LaMotta o por sus apodos Toro Salvaje ("The Raging Bull") y el Toro del Bronx (Nueva York, 10 de julio de 1922-Aventura, Florida, 19 de septiembre de 2017), fue un boxeador estadounidense de ascendencia italiana que llegó a ser campeón mundial en la categoría de los pesos medios y posteriormente comediante.

## Biografía

### Primeros años
Hijo de padres inmigrantes italianos del Bronx, Nueva York, había nacido en 1922. Su madre había nacido en los Estados Unidos, mientras su padre era un inmigrante de Messina, Sicilia. Desde niño peleaba con los chicos de su misma edad en su barrio, forzado por su padre como entretenimiento de los vecinos adultos, quienes lanzaban monedas al ring. Por eso también llegó a decir que «pelear era algo muy natural para mí»[cita requerida]. Su padre juntaba el dinero y esto le ayudaba a pagar la renta. Durante su adolescencia empezó a robar junto con amigos de su entorno, pero su carrera criminal terminó cuando fue puesto en un reformatorio a los 16 años. Allí comenzó a boxear y era el encargado del gimnasio.[cita requerida] Al salir del reformatorio inició su carrera como boxeador. Su primo fue el inventor Richard LaMotta.
Se hizo profesional a los 19 años en 1941. Durante la Segunda Guerra Mundial fue rechazado para el servicio militar por una operación del mastoides en uno de sus oídos.

### Primeros combates
Su primer combate profesional fue el 3 de marzo de 1941, ganando por puntos en cuatro asaltos a Charley Mackley. Realizó sus primeros 15 combates en Nueva York, donde nació y se crio. Estos primeros combates los hizo en el límite de la categoría de los pesos medios y algunos en semipesado. Después de ganar a Cliff Koerkle el 11 de agosto de 1941 en el Bronx, su historial era 14-0-1-(3KO).
El 24 de septiembre de 1941 se enfrentó en Ohio a Jimmy Reeves. La pelea fue algo complicada porque Reeves boxeaba desde la larga distancia, pero fue en el décimo asalto donde LaMotta le colocó un fuerte gancho de izquierda a la mandíbula y finalmente lo mandó a la lona. Reeves se reincorporó a la pelea pero fue derribado nuevamente por otro gancho zurdo de LaMotta. Tras recuperarse durante la cuenta del árbitro volvió a ser atacado por ganchos zurdos a la mandíbula y volvió a caer por tercera vez. Mientras que Jimmy Reeves estaba en la lona recibiendo la cuenta, la campana sonó e interrumpió la cuenta dejando el resultado final para la decisión de los jueces que dictaminaron una victoria unánime para Reeves. Esta decisión despertó la furia del público quienes creían que LaMotta había ganado el combate, se lanzaron sillas al cuadrilátero y hubo varias peleas entre el público. Tras la derrota realizó cuatro combates más en 1941 en los que perdió otros dos.

### 1942
Inició el año ganándole a Frankie Jamison por puntos en ocho asaltos. Durante ese año realizó 14 combates, ganando 11, perdiendo 2 y empatando 1, siendo su historial 27-4-2-(5KO).  El 2 de octubre se enfrentó por primera vez a su gran rival, Sugar Ray Robinson, en el Madison Square Garden. LaMotta aventajaba a Robinson en 6 kilos y perdió el combate por decisión unánime en 10 asaltos. Tras ese combate venció por knockout técnico en el quinto asalto a Bill McDowell y a Henry Chmielewski, por decisión unánime en 10 asaltos.

### 1943
Abrió este nuevo año con una gran victoria frente a Jimmy Edgar el 1 de enero en Detroit. En el cuarto asalto LaMotta derribó a Edgar, que tras levantarse intentó boxear desde fuera a LaMotta, mientras que éste buscaba pelear en la corta distancia. La pelea llegó a los 10 asaltos consagrando como ganador por decisión dividida a LaMotta. El 15 de enero venció ampliamente a Jackie Wilson por puntos en 10 asaltos. El 22 de enero se enfrentó a Charley Hayes, a quien derribó en el segundo asalto y en el sexto con un gancho zurdo al cuerpo que obligó a Hayes a abandonar el combate por nocaut técnico. 
El 5 de febrero se enfrentó por segunda vez a Sugar Ray Robinson en Detroit. La pelea fue intensa, pero en el octavo asalto LaMotta le lanzó una derecha a la cabeza combinando con un gancho zurdo al cuerpo. Robinson cayó saliendo entre las cuerdas. Cuando la cuenta del árbitro estaba por 9, la campana sonó dando por terminado el asalto. El combate llegó hasta el décimo y último asalto y las tarjetas dieron ganador por decisión unánime a Jake LaMotta; el primer boxeador en derrotar a Robinson. 
La tercera pelea no tardó en llegar, fue nuevamente en Detroit el 26 de febrero. Para esta pelea e igualmente la anterior, LaMotta aventajó a Robinson en 7 kilos. La pelea fue tan vibrante como las anteriores, en el séptimo asalto LaMotta derribó a Robinson con un fuerte gancho de izquierda a la mandíbula y el árbitro llevó la cuenta hasta 9, cuando Robinson se puso de pie. De ahí en más únicamente dedicó el resto de los asaltos a girar alrededor de LaMotta en la distancia, lanzando su jab y a su vez uppercuts. Al finalizar los 10 asaltos las tarjetas dieron ganador a Robinson por decisión unánime. 
El 19 de marzo se tomó la revancha ante Jimmy Reeves. En el sexto asalto el LaMotta le asestó un gancho zurdo a la mandíbula y Reeves cayó. El árbitro contó hasta 10 y LaMotta ganó por nocaut en el sexto asalto. El 10 de junio consiguió una victoria frente a Fritzie Zivic por decisión dividida en 10 asaltos, pero perdió después ante el mismo rival por decisión dividida en 15 asaltos. El 17 de noviembre consiguió otra victoria al batir a José Basora por puntos en 10 asaltos, después de ganar por nocaut técnico en dos asaltos a Johnny Walker. Se enfrentó por tercera vez a Fritzie Zivic en el Madison Square Garden el 12 de noviembre y volvió a vencer a Zivic por decisión dividida en 10 asaltos.

### 1944
El año 1944 fue uno de los mejores de LaMotta, inició el año el 14 de enero enfrentando por cuarta vez a Fritzie Zivic, a quien volvió a vencer por decisión unánime en 10 asaltos. Venció dos veces de forma consecutiva a Ossie Harris, ambos combates en Detroit y por decisión dividida en 10 asaltos. El 21 de abril llegó su única derrota del año frente a Lloyd Marshall, con quien perdió por decisión unánime en 10 asaltos en una dura pelea. El 29 de septiembre consiguió una victoria frente a George Kochan al cual venció por puntos en 10 asaltos. El 3 de noviembre volvió a enfrentar a Kochan, venciéndolo nuevamente, esta vez por nocaut en el noveno asalto.

### 1945
Inició el año enfrentándose a Sugar Ray Robinson, en el que fue el cuarto combate entre ambos. Se llevó a cabo el 23 de febrero en el Madison Square Garden. El combate terminó a favor de Robinson por decisión unánime en 10 asaltos. El 19 de marzo noqueó en un asalto a Lou Schwartz y el 28 de marzo noqueó en seis asaltos a George Costner. Tras otras dos victorias más, peleó ante Tommy Bell al que venció por decisión unánime en 10 asaltos. El 10 de agosto le ganó por segunda vez a José Basora por nocaut técnico en el noveno asalto y el 17 de noviembre se enfrentó por tercera vez a George Kochan al que ganó por nocaut técnico en el noveno asalto tras un fuerte gancho zurdo. El 26 de septiembre en Illinois peleó por quinta vez con Sugar Ray Robinson. Robinson peleó con extrema cautela ante LaMotta quien siempre se mostraba peligroso, pero la pelea terminó en el duodécimo asalto, dejando una decisión dividida en favor de Robinson. En noviembre derrotó a Coolidge Miller por nocaut en tres asaltos y a Walter Woods por nocaut en el octavo asalto. Cerró el año el 12 de diciembre ganándole a Charley Parham por nocaut técnico en seis asaltos, tras derribarlo en todos los asaltos.

### 1946
Inició el año con una victoria frente a Tommy Bell, ganándole por decisión unánime en 10 asaltos. El 13 de junio se enfrentó a Jimmy Edgar y el combate terminó en un empate en 10 asaltos. El 12 de septiembre también consiguió una victoria al superar a Bob Satterfield en una dura pelea en la cual LaMotta terminó con un gancho de izquierda y obtuvo la victoria por nocaut en el séptimo asalto. El 25 de octubre derrotó por nocaut en dos asaltos a O'Neil Bell y terminó el año ganando a Anton Raadik por puntos en 10 asaltos.

### 1947
Nuevamente abrió el año derrotando a Tommy Bell, por puntos en 10 asaltos. Hasta esta época había cosechado muy buenas victorias, las cuales le daban derecho a pelear por el título mundial de los pesos medios, pero por aquella época el boxeo era controlado por la mafia. Jake rehusó a ser representado por ellos, para evitar repartir sus ganancias. Por esto no se le permitía pelear por el título mundial y su mánager y hermano Joey LaMotta intentaba buscar caminos alternativos para disputar la corona mundial.
Es por eso que aceptó una pelea para una categoría inferior, la de los pesos superwelter, aunque le fue difícil cumplir con el pesaje. Sin embargo, era necesario para enfrentarse a un joven en ascenso considerado de lo mejor de la época, aunque finalmente no dio el peso de 69,500 kg, solo por 500 gramos. A pesar de todo la pelea se llevó a cabo, el 6 de junio en el Madison Square Garden frente a Tony Janiro,  produciéndole numerosos cortes y hematomas. En el décimo asalto Janiro cayó en el momento que sonó la campana. La Motta ganó por decisión unánime. El 3 de septiembre perdió por decisión dividida en 10 asaltos ante Cecil Hudson.

### Pelea amañada
El 14 de noviembre de 1947 en el Madison Square Garden peleó ante Billy Fox. Días previos al combate LaMotta era el gran favorito en las apuestas, pero en el día del pesaje se escucharon rumores de que se iba a dejar ganar. En el primer asalto LaMotta casi derriba a Fox con un gancho de izquierda, pero en vez de seguir golpeándolo lo sujetó y se dejó castigar hasta que el árbitro en el cuarto asalto detuvo el combate por nocaut técnico a favor de Fox. Años después, en un juicio contra el crimen organizado, LaMotta declaró que la mafia le propuso la pelea con Fox, con la condición de que se tirara y de esa forma le darían la oportunidad de pelear por el título mundial de los pesos medios.

### Cerca del título
Durante 1948 y hasta el 18 de mayo de 1949, realizó 9 combates de los cuales ganó 8 y perdió 1. De las 8 victorias consiguió 5 por nocaut, venciendo a rivales de la calidad de O'Neil Bell, Tommy Yarosz, o Joey DeJohn al que derribó tres veces en el octavo asalto. Después de esto se le concedió una oportunidad mundialista contra el campeón de peso mediano, el francés Marcel Cerdan.

### LaMotta vs Marcel Cerdan: Campeón de peso mediano
El 16 de junio de 1949 en Detroit llegó la gran y esperada oportunidad en busca del título mundial de los pesos medios, enfrentando al monarca de la división, el francés Marcel Cerdan. En el primer asalto atacó ferozmente a Cerdan colocándole un gancho de izquierda que lo envió a la lona. Después de recuperarse volvió a presionar a Cerdan durante toda la pelea, golpeándolo sin descanso en todos los asaltos. Cuando se anunciaba el décimo asalto se avisó desde la esquina del campeón que éste no iba a salir a combatir, su entrenador dijo que se había luxado un hombro producto de la caída del primer asalto, por lo que LaMotta fue declarado ganador por nocaut técnico en el décimo asalto y nuevo campeón del mundo de los pesos medios. 
Se iba a hacer la segunda pelea entre ambos poco después pero desgraciadamente el excampeón mundial murió en un accidente aéreo. Después de ganar el título realizó tres combates, en los cuales no expuso su corona. Perdió el primero y ganó los dos restantes.

### Primera defensa del campeonato de peso mediano

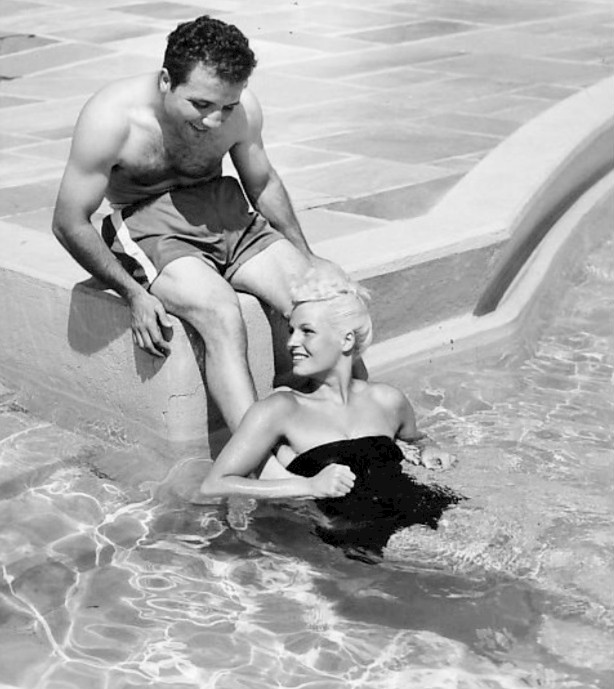
LaMotta con su mujer, Vickie en 1950.

El 7 de julio de 1950, en el Madison Square Garden, de Nueva York, se llevó a cabo la primera defensa de su título mundial, ante Tiberio Mitri. Tuvo que esforzarse al límite para dar el peso exacto de la categoría mediana, porque de lo contrario habría perdido el título en el pesaje. Después de marcar 72,100 kg en el día del pesaje, la siguiente noche se enfrentó a Mitri, al cual derrotó por decisión unánime en 15 asaltos.

### Segunda defensa
En el Olympia Stadium de Detroit, el día 13 de septiembre de 1950, expuso por segunda vez el título mundial ante el francés Laurent Dauthuille. Previamente había vencido por decisión unánime a LaMotta antes de que fuera campeón mundial. Para entonces tenía muchos problemas con su entorno, hogar y familia y por estos inconvenientes no entrenó de la forma debida para exponer el título. Cumplió con el límite de la categoría mediana, registrando un peso de 72,500 kg.
Desde que comenzó la pelea hasta su final fue aventajado por Dauthuille, por momentos esa ventaja se podía considerar paliza ya que LaMotta tenía abundantes cortes y un ojo casi cerrado por los golpes del retador. En el último asalto y con la misma situación LaMotta estaba muy abajo en puntos pero tuvo una reacción histórica. Giró sobre las cuerdas y le colocó un gancho zurdo que desestabilizó a Dauthuille. Después lo castigó con una gran variedad de golpes, tanto al cuerpo como a la cabeza, y finalizó con un gancho de izquierda que lo dejó en la lona sobre las cuerdas. El árbitro inició la cuenta que llegó hasta 10, faltando 13 segundos para terminar el asalto. LaMotta conseguía una victoria única para esa época, las tarjetas en ese momento eran de 72-68, 74-66 y 71-69 todas en favor del retador francés. Esta pelea fun nominada como La Pelea del Año en 1950 para Ring Magazine.

### Tercera defensa: La Masacre del Día de San Valentín
El 14 de febrero de 1951 se enfrentó por sexta vez al gran rival de su carrera, el excampeón mundial del peso wélter y retador al título, Sugar Ray Robinson, la pelea pactada a 15 asaltos, fue en Chicago Stadium. Desde que se convirtió en campeón mundial tuvo muchísimos problemas para cumplir con el límite de la división y a estas alturas la vida personal de LaMotta era un caos. En el pesaje oficial registró un peso de 72,600 kg., mientras que Robinson registró 70,500 kg. Nunca en los seis combates Robinson estuvo tan cerca de LaMotta en kilos. 
Los primeros ocho asaltos fueron igualados, Robinson mantuvo la distancia larga lanzando su jab para mantener lejos a LaMotta, quien por su parte acortaba las distancias abruptamente y castigaba a Robinson por dentro. Después de estos ocho asaltos, se empezaron a notar los esfuerzos previos de LaMotta por dar el límite de la división, sus fuerzas comenzaron a disminuir y no podía mantener los brazos en alto. Robinson comenzó a golpear con intensidad, pero LaMotta tuvo una gran reacción en el decimoprimer asalto, en el que acorraló a Robinson en una esquina y le propinó un feroz castigo. Robinson pudo salir de esta situación y terminar el asalto. El décimo segundo asalto fue uno de los más sangrientos de la historia del boxeo, Robinson golpeó con una terrible potencia e intensidad a un desgastado LaMotta. A pesar de ello, LaMotta quien previamente había prometido no ser derribado, cumplió con su palabra y soportó el castigo. El decimotercer asalto fue igual al anterior, soportando mucho castigo hasta que el árbitro Frank Sikora detuvo el combate en el minuto 2:04. Mientras Robinson se alejaba con las manos en alto, LaMotta se quedó de pie sangrando sobre las cuerdas. Perdió por nocaut técnico en el decimotercer asalto y perdió el título mundial de los pesos medios. A esta pelea se la llamó "La masacre del día de San Valentín".

### Etapa final como boxeador

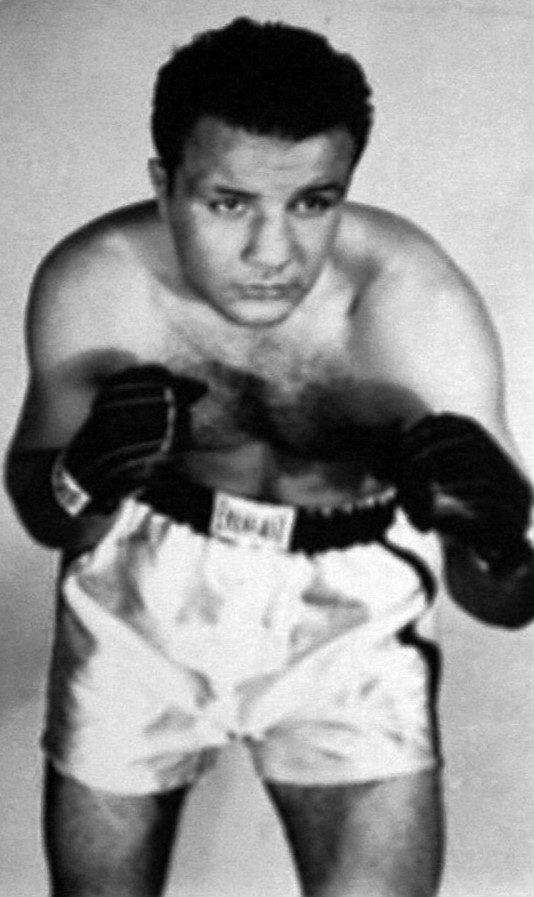
LaMotta en 1952.

Tras perder el título, volvió a pelear el 27 de junio de 1951 en el Yankee Stadium de Nueva York, enfrentándose a Bob Murphy. El combate fue en la categoría de los semipesados y LaMotta recibió muchos golpes hasta perder en el séptimo asalto por nocaut técnico. El 28 de enero de 1952, por decisión dividida, perdió ante Norman Hayes en 10 asaltos. En los siguientes combates ganó 3 y empató 1. Perdió ante Danny Nardico, que lo venció por nocaut técnico en el séptimo asalto, se puso de pie pero no salió a combatir al siguiente. Después le ganó por nocaut técnico en cuatro asaltos a Johnny Pretzie y venció a Al Kid McCoy, por nocaut en el primer asalto. El 14 de abril de 1954 perdió por decisión dividida en 10 asaltos ante Billy Kilgore, y fue la última pelea de su carrera como boxeador profesional.

### Tras la retirada
Después de su retiro del ring, compró un club nocturno en Miami que él mismo atendía como anfitrión, al que llamó “Jake LaMotta's”. Después de varios problemas legales perdió el club. En 1958 fue arrestado y encarcelado por hacer de trotaconventos de algunos clientes con una menor de edad en su club. Estuvo preso realizando labores sociales durante seis meses, aunque él siempre mantuvo su inocencia en los cargos. 
Inició una carrera como cómico monologuista, siendo contratado con cierta frecuencia. LaMotta apareció en más de 15 películas, incluyendo The Hustler (El Buscavidas en España, El Estafador en Latinoamérica) de 1961, con Paul Newman y Jackie Gleason, en la cual hacía un cameo como tabernero. Apareció en varios episodios de la serie de comedia policíaca de la NBC: Car 54 Where Are You? (Conocida en España como Coche 54 ¿dónde estás? y en Latinoamérica como Patrulla 54 conteste). Como aficionado al béisbol, organizó el equipo Jake LaMotta All Star Team en el Bronx. El equipo de LaMotta jugaba en Sterlin Oval, que se encuentra localizado entre las calles 165 y 164 entre las avenidas Clay y Teller.

## Estilo
Tenía un carácter agresivo y algunos expertos de la época decían que peleaba como si no mereciera vivir, ya que siempre iba hacia adelante, y aunque fuera muy castigado no retrocedía nunca, sino que seguía atacando con golpes curvos y verticales. Su mejor golpe era el gancho de izquierda, tanto a la cabeza como al cuerpo. No tenía mucha potencia, como demuestra su historial por todos los boxeadores a los que venció por nocaut, lo cual se debe a que atacaba mayormente al cuerpo, castigando y desgastando al rival. Era de baja estatura para la categoría de los pesos medios (173 cm), pero sus problemas de peso no le permitían pelear en una categoría menor.
LaMotta era entrenado por su hermano Joey LaMotta.

## Medios de comunicación
Hasta antes de su fallecimiento había permanecido activo dando charlas y publicando varios libros sobre su carrera, su esposa y sus peleas con Sugar Ray Robinson. Una de sus frases a propósito de éstas fue “He peleado tantas veces con Sugar Ray Robinson, que no sé cómo no tengo diabetes” (aludiendo al apodo de Robinson, “Sugar” (azúcar en inglés). Forma parte del "Salón Internacional de la Fama del Boxeo" y ocupando el lugar número 52 en Ring Magazine en una lista de 80 boxeadores de los últimos 80 años. Esa misma revista lo colocó entre los 10 más grandes pesos medianos de todos los tiempos.

### Raging Bull: Toro Salvaje
En Hollywood aprovecharon la idea de hacer una película acerca de su vida, basada en sus memorias publicadas en 1970, Raging Bull: My Story. Toro salvaje fue una película basada en ese libro. Estrenada en 1980, inicialmente fue un éxito menor de taquilla, pero posteriormente recibió una aclamación abrumadora por parte de la crítica para ambos personajes: el director Martin Scorsese y Robert De Niro como actor principal en el papel de LaMotta, quien tuvo que aumentar de peso en 27 kg (60 libras) durante la grabación de la película. De Niro, para interpretar al joven LaMotta y con la idea de una película acerca de su vida, estuvo entrenando con el propio LaMotta hasta que él mismo lo consideró listo para el boxeo profesional. El actor estuvo viviendo en París durante tres meses, comiendo en restaurantes para ganar el suficiente peso para la interpretación de LaMotta durante la parte del retiro del personaje como boxeador. Tuvo ocho nominaciones a los premios Óscar, de las que se llevó dos: mejor montaje y al mejor actor para Robert De Niro como protagonista. El propio LaMotta intervino en varios pasajes de la película. Después del estreno, al cual fueron invitados tanto el excampeón como sus familiares, al salir del cine Jake preguntó a su exmujer Vikki: "¿Yo era así?" (refiriéndose a la interpretación hecha por Robert De Niro) a lo cual ella le respondió: "No... ¡eras peor!".

## Vida posterior

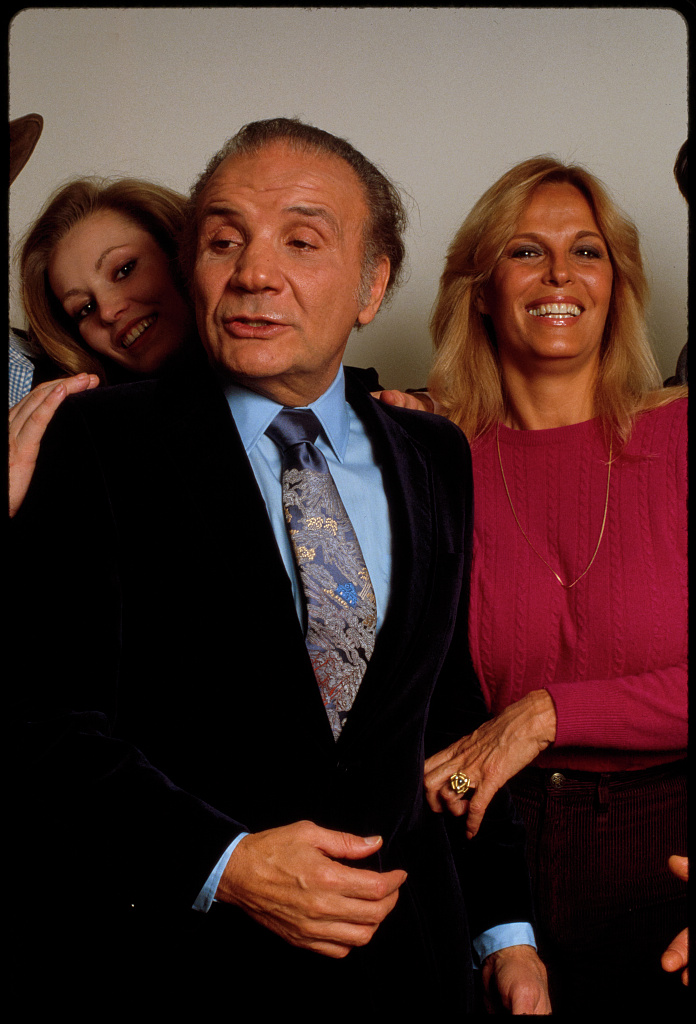
LaMotta con su esposa Cathy Moriarty

En febrero de 1998, su hijo mayor, Jake LaMotta Jr. murió de cáncer de hígado. En septiembre de 1998, su hijo menor, Joseph LaMotta murió en un accidente aéreo de Swissair, el vuelo 111.
Su sobrino, John LaMotta, peleó en la clase de peso pesado en la categoría de novato en el campeonato de los Guantes de Oro del 2001. Más tarde sería actor y uno de sus papeles fue como "Duke", quien participaba en la serie de comedias Frasier. Otro sobrino, William Lustig, es bien conocido como director y productor de películas de terror y el presidente de Blue Underground, Inc.
Tuvo cuatro hijas, incluyendo a Christi, la cual tuvo con su segunda esposa Vikki LaMotta, y Stephanie que tuvo con su cuarta esposa, Dimitria. Se casó con su séptima esposa con su pareja Denise Baker el 4 de enero de 2013.
Apareció en un mediometraje de 50 minutos en New York, Lady and the Champ (La Dama y el campeón) en julio de 2012. La producción estuvo enfocada en su carrera de boxeador, siendo criticada por The New York Times como una presentación muy pobre y una "debacle estrafalaria".
Fue también el protagonista de la trama de un documental dirigido y producido por el codirector de LEMMY, Greg Oliver, donde había una aparición de Mike Tyson entre otros atletas famosos, actores, familiares y amigos de Jake. La producción terminó siendo una secuela de Toro Salvaje, que fue demandada por los estudios MGM por no contar con los derechos para hacer una secuela. La demanda fue resuelta el 31 de julio de 2012, cuando LaMotta convino en un cambio del título de la película a The Bronx Bull (El Toro del Bronx).
Esta película cuenta como actor estrella a William Forsythe como LaMotta, mientras Paul Sorvino tenía el papel de su padre. También actuaron Joe Mantegna, Tom Sizemore, Penelope Ann Miller, Natasha Henstridge, Joey Diaz y Ray Wise.

### Muerte
Jake LaMotta murió el 19 de septiembre de 2017, por complicaciones de una neumonía en un asilo de ancianos en Florida a los 95 años.